# Йонссон, Ульрика
Э́ва Ульри́ка Йо́нссон (англ. Eva Ulrika Jonsson; 16 августа 1967, Соллентуна, Швеция) — британская журналистка и телеведущая.

## Биография
Родилась 16 августа 1967 года в Соллентуане (Швеция), но в 1979 году она переехала в Великобританию. Её родители развелись в 1975 году.

## Карьера
Начала свою журналистскую карьеру в 1988 году. После работы в качестве секретаря, начала свою телевизионную карьеру на телевидении в 1989 году, где она работала в качестве ведущей прогноза погоды. Вела с Терри Воганом конкурс песни «Евровидение-1998».

## Личная жизнь
В 1990—1995 года была замужем за Джоном Тарнибиллом. В этом браке Йонссон родила своего первенца — сына Кэмерона Оскара Джорджа Тарнбилла (род. в октябре 1994).
В начале 2000-х годов состояла в фактическом браке с бизнесменом Маркусом Кемпом. В этих отношениях родила своего второго ребёнка и первую дочь — Бо Эву Ко Йонссон (род. в ноябре 2000, названа в честь отца Йонссон). Вскоре после рождения Бо пара рассталась и в августе 2014 года Бо была удочерена третьим мужем Йонссон Брайаном Моне, который дал ей свою фамилию.
В 2003—2006 года была замужем за телевизионной персоной Лэнсом Джеррардом-Райтом. В этом браке Джонссон родила своего третьего ребёнка и вторую дочь — Марту Скай Хоуп Джеррад-Райт (род. 28 мая 2004 года).
С 8 марта 2008 года замужем в третий раз за работником в области рекламы Брайаном Моне. В этом браке родила своего четвёртого ребёнка и второго сына — Малкольма Чарльза Трипа Моне (род.07.06.2008).